# Potentilla grisea
Potentilla grisea är en rosväxtart som beskrevs av Sergei Vasilievich Juzepczuk. Potentilla grisea ingår i Fingerörtssläktet som ingår i familjen rosväxter.

## Underarter
Arten delas in i följande underarter:
- P. g. ripicola
- P. g. vilijuga